# Rovinari
Rovinari is een stad (oraș) in het Roemeense district Gorj. De stad telt 12.603 inwoners.